# Episodi di D.Gray-man
Questa è una lista degli episodi della serie anime D.Gray-man, basata sul manga omonimo di Katsura Hoshino. Diretto da Nabeshima Osamu, la serie debutta in Giappone sul canale TV Tokyo il 3 ottobre 2006. L'anime di D.Gray-man si conclude con il 103º episodio il 30 settembre 2008. Per il momento non sembra essere prevista un'altra serie.
La serie conta undici sigle, 4 di apertura e 7 di chiusura. Per i primi venticinque episodi è stata usata come opening la canzone “Innocent Sorrow” degli Abingdon Boys School. Da ventiseiesimo l'opening è stata cambiata con “Brightdown” di Nami Tamaki. Con l'episodio cinquantadue, l'opening è “Doubt & Trust” degli Access. L'opening corrente, usata a partire dall'episodio settantasette, è “Gekidou” degli UVERworld. La serie cambia le ending molto spesso. La prima ending, “Snow Kiss” dei Nirgilis, è stata usata per i primi tredici episodi, per poi essere cambiata con “Pride of Tomorrow” di June. Invece, "To the Continuation of the Dream" (夢の続きへ Yume no Tsuzuki e?) di Surface è stata usata come ending dall'episodio ventisei per poi essere rimpiazzata da "Antoinette Blue" di Nana Kitade nell'episodio trentanove. Dall'episodio cinquantadue al sessantaquattro viene usata "The Reason Why You Are Here" (あなたがここにいる理由 Anata ga Koko ni Iru Riyū?) di Rie Fu. Nell'episodio sessantacinque, questa viene rimpiazzata da “Wish” di Sowelu. L'ending attuale, che viene usata per la prima volta nell'episodio settantasette, è “Regret” di Mai Hoshimura. L'episodio 103 è tratto dal capitolo 154 al capitolo 158 del manga.

## Episodi

### Stagione 1
| Nº | Titolo italiano (traduzione letterale) Giapponese 「Kanji」 - Rōmaji                                                               | In onda           | In onda  |
| Nº | Titolo italiano (traduzione letterale) Giapponese 「Kanji」 - Rōmaji                                                               | Giapponese        | Italiano |
| 1  | Il ragazzo che dà la caccia agli Akuma 「アクマを狩る少年」 - Akuma o karu shonen                                                  | 3 ottobre 2006    | -        |
| 2  | L'Ordine Oscuro 「黒の教団」 - Kuro no kyodan                                                                                      | 10 ottobre 2006   | -        |
| 3  | Il fantasma di Matera 「マテールの亡霊」 - MATER no bourei                                                                         | 17 ottobre 2006   | -        |
| 4  | Aria del vecchio della terra e della notte del cielo 「土翁と空夜のアリア」 - Tsuchiokina to kuuya no ARIA                         | 24 ottobre 2006   | -        |
| 5  | Fammi sentire una ninna-nanna 「子守唄を聞かせて」 - Komoriuta o kikasete                                                          | 31 ottobre 2006   | -        |
| 6  | Coloro che richiamano la calamità 「災いを呼ぶもの」 - Wazawai wo yobu mono                                                        | 7 novembre 2006   | -        |
| 7  | La lapide dei ricordi 「記憶の墓標」 - Kioku no bohyou                                                                             | 14 novembre 2006  | -        |
| 8  | La distruzione dell'Ordine Oscuro?! 「黒の教団壊滅事件!?」 - Kuro no kyodan kaimetsu jiken!?                                       | 21 novembre 2006  | -        |
| 9  | La città del riavvolgimento 「巻き戻しの街」 - Makimodoshi no machi                                                                | 28 novembre 2006  | -        |
| 10 | L'Innocence della iettatrice 「不幸な女のイノセンス」 - Fukou na onna no Innocence                                                 | 5 dicembre 2006   | -        |
| 11 | I sentimenti di Miranda Lotto 「ミランダ・ロットーの思い」 - Miranda Lotto no omo                                                  | 12 dicembre 2006  | -        |
| 12 | La neve scende sulla città... 「そして街に雪が降り…」 - Soshite machi ni yuki ga furi...                                           | 19 dicembre 2006  | -        |
| 13 | Con la mia uniforme 「団服(コート)と共に」 - Coat to tomo ni                                                                       | 26 dicembre 2006  | -        |
| 14 | La foglia della rinascita 「復活の葉」 - Fukkatsu no ha                                                                            | 9 gennaio 2007    | -        |
| 15 | La fine della tempesta 「吹雪の果て」 - Fubuki no hate                                                                             | 16 gennaio 2007   | -        |
| 16 | Lo spadaccino del millennio 「千年の剣士」 - Sennen no kenshi                                                                      | 23 gennaio 2007   | -        |
| 17 | L'orgoglio dello spadaccino 「剣士達の誇り」 - Kenshitachi no hokori                                                               | 30 gennaio 2007   | -        |
| 18 | Il fidanzato di Linalee 「リナリーの恋」 - Rinari no koi                                                                           | 6 febbraio 2007   | -        |
| 19 | Il vampiro del castello solitario 「古城の吸血鬼」 - Kojou no kyuuketsuki                                                          | 13 febbraio 2007  | -        |
| 20 | Buona fortuna signor esorcista 「がんばれエクソシスト様」 - Ganbare, Exorcist-sama                                                 | 20 febbraio 2007  | -        |
| 21 | L'attacco di Crowley! 「クロウリー、襲撃」 - Krory, shuugeki                                                                       | 27 febbraio 2007  | -        |
| 22 | La verità su Eliade 「エリアーデの真実」 - Eliade no shinjitsu                                                                     | 6 marzo 2007      | -        |
| 23 | Il vampiro che ho amato 「愛した吸血?」 - Aishita kyuuketsuki                                                                      | 13 marzo 2007     | -        |
| 24 | Il viaggio di Crowley 「クロウリー旅立ち」 - Krory no tabidachi                                                                    | 20 marzo 2007     | -        |
| 25 | La catena del generale 「元帥の鎖」 - Gensui no kusari                                                                             | 27 marzo 2007     | -        |
| 26 | L'inizio della fine 「終末への幕開け」 - Shuumatsu e no makuake                                                                    | 3 aprile 2007     | -        |
| 27 | Il mio maestro, Generale Cross 「わが師、クロス元帥」 - Waga Shi, Kurosu Gensui                                                    | 10 aprile 2007    | -        |
| 28 | Esorcista Crowley 「エクソシスト・クロウリー」 - Ekusoshisuto Kurōrī                                                               | 17 aprile 2007    | -        |
| 29 | La persona che vende anime (parte prima) 「魂を売る者・前編」 - Tamashii o Uru Mono - Zenpen                                       | 24 aprile 2007    | -        |
| 30 | La persona che vende anime (parte seconda) 「魂を売る者・後編」 - Tamashii o Uru Mono - Kōhen                                      | 1º maggio 2007    | -        |
| 31 | Persa Miranda 「ミランダロスト」 - Mirandarosuto                                                                                   | 8 maggio 2007     | -        |
| 32 | La misteriosa nave fantasma 「神秘的な幽霊船」 - Shinpi-teki na yūrei-sen                                                          | 15 maggio 2007    | -        |
| 33 | Il villaggio dove vive la strega (parte prima) 「村ここで魔女の生活（パート1）」 - Mura koko de majo no seikatsu (pāto 1)          | 22 maggio 2007    | -        |
| 34 | Il villaggio dove vive la strega - (parte seconda) 「村ここで魔女の生活 - （パート2）」 - Mura koko de majo no seikatsu - (pāto 2) | 29 maggio 2007    | -        |
| 35 | L'esorcista che indossa il vento 「エクソシスト風を着て」 - Ekusoshisuto-fū o kite                                                 | 5 giugno 2007     | -        |
| 36 | Capitolo dell'Oscurità 「章闇」 - Akira yami                                                                                       | 12 giugno 2007    | -        |
| 37 | Il ragazzo della porta accanto - Charity Bell 「少年の隣 - チャリティベル」 - Shōnen no tonari - charitiberu                       | 19 giugno 2007    | -        |
| 38 | Froi Tiedoll 「Froi Tiedoll」 - Froi Tiedoll                                                                                       | 26 giugno 2007    | -        |
| 39 | Bara del Silenzio 「コフィンオブサイレンス」 - Kofin'obusairensu                                                                   | 3 luglio 2007     | -        |
| 40 | La rosa delle anime in pace 「ローズの魂の平和」 - Rōzu no tamashī no heiwa                                                        | 10 luglio 2007    | -        |
| 41 | Un nuovo assassino 「新しい殺人者」 - Atarashii satsujin-sha                                                                       | 17 luglio 2007    | -        |
| 42 | La trappola del gatto nero 「トラップ黒猫」 - Torappu kuro neko                                                                    | 24 luglio 2007    | -        |
| 43 | La statua di pietra vagante 「石像放浪」 - Sekizō hōrō                                                                             | 31 luglio 2007    | -        |
| 44 | La cameriera dai ventagli di ferro 「鉄のファンからのウェイトレス」 - Tetsu no fan kara no u~eitoresu                              | 7 agosto 2007     | -        |
| 45 | Dimora misteriosa 「謎のマンション」 - Nazo no manshon                                                                             | 14 agosto 2007    | -        |
| 46 | Argentea Illusione 「イリュージョン銀」 - Iryūjon gin                                                                              | 21 agosto 2007    | -        |
| 47 | La ragazza del cristallo 「少女ガラスの」 - Shōjo garasu no                                                                        | 28 agosto 2007    | -        |
| 48 | La tremante compatibile 「震えの互換性」 - Furue no gokan-sei                                                                      | 4 settembre 2007  | -        |
| 49 | Il campanello di Lulubell-sama 「ベル様Lulubell」 - Beru-sama Lulubell                                                             | 11 settembre 2007 | -        |
| 50 | Sentimenti sinceri 「誠実」 - Seijitsu                                                                                             | 18 settembre 2007 | -        |
| 51 | Partenza per l'Est 「に向けて出発イースト」 - Ni mukete shuppatsu īsuto                                                            | 25 settembre 2007 | -        |

### Stagione 2
| Nº  | Titolo italiano (traduzione letterale) Giapponese 「Kanji」 - Rōmaji                                                  | In onda           | In onda  |
| Nº  | Titolo italiano (traduzione letterale) Giapponese 「Kanji」 - Rōmaji                                                  | Giapponese        | Italiano |
| 52  | Invasione 「侵略」 - Shinryaku                                                                                        | 2 ottobre 2007    | -        |
| 53  | Caduto 「フォールン」 - Fōrun                                                                                         | 9 ottobre 2007    | -        |
| 54  | L'inizio della notte della fine 「夜の終わりの始まり」 - Yoru no owari no hajimari                                    | 16 ottobre 2007   | -        |
| 55  | Urlo 「スクリーム」 - Sukurīmu                                                                                        | 23 ottobre 2007   | -        |
| 56  | Delete 「削除」 - Sakujo                                                                                              | 30 ottobre 2007   | -        |
| 57  | Scomparsa e riunione 「消失と会議」 - Shōshitsu to kaigi                                                              | 6 novembre 2007   | -        |
| 58  | Quartieri generali asiatici 「アジア本部」 - Ajia honbu                                                               | 13 novembre 2007  | -        |
| 59  | La strada del giuramento 「誓いの道」 - Chikai no michi                                                               | 20 novembre 2007  | -        |
| 60  | Title 「タイトル」 - Taitoru                                                                                          | 27 novembre 2007  | -        |
| 61  | L'Oscurità che inabissa 「闇がシンク」 - Yami ga shinku                                                               | 4 dicembre 2007   | -        |
| 62  | La santa che cadde nell'oscurità 「暗闇の中に飛び込んだされた聖人」 - Kurayami no naka ni tobikon da sa re ta seijin  | 11 dicembre 2007  | -        |
| 63  | Nave profanata, ragazza non tornata 「船は、女の子のセッションを汚した」 - Fune wa, on'nanoko no sesshon o yogoshi ta | 18 dicembre 2007  | -        |
| 64  | Messaggio 「メッセージ」 - Messēji                                                                                    | 25 dicembre 2007  | -        |
| 65  | Sbarco 「着陸」 - Chakuriku                                                                                           | 8 gennaio 2008    | -        |
| 66  | Agitazione ed impazienza 「攪拌と焦り」 - 攪拌 To aseri                                                               | 15 gennaio 2008   | -        |
| 67  | Ad Edo 「するには江戸時代」 - Suru ni wa Edo jidai                                                                    | 22 gennaio 2008   | -        |
| 68  | Silenzio 「沈黙」 - Chinmoku                                                                                          | 29 gennaio 2008   | -        |
| 69  | Invasione 「侵略」 - Shinryaku                                                                                        | 5 febbraio 2008   | -        |
| 70  | Il pagliaccio di Dio 「神の男」 - Kami no otoko                                                                       | 12 febbraio 2008  | -        |
| 71  | Il nome segnato 「名前はマーク」 - Namae wa māku                                                                      | 19 febbraio 2009  | -        |
| 72  | Battaglia decisiva 「決戦」 - Kessen                                                                                  | 26 febbraio 2009  | -        |
| 73  | Kanda entra in battaglia 「神田の戦いに入る」 - Kanda no tatakai ni hairu                                             | 4 marzo 2008      | -        |
| 74  | La distruzione di Edo 「江戸の破壊」 - Edo no hakai                                                                   | 11 marzo 2008     | -        |
| 75  | Il Clown e L'Augusto 「クラウンとオーギュスト」 - Kuraun to Ōgyusuto                                                  | 18 marzo 2008     | -        |
| 76  | La chiave e la porta dei Noah 「鍵とノアの扉」 - Kagi to Noa no Tobira                                                | 25 marzo 2008     | -        |
| 77  | La stanza di Skin Boric 「スキンホウの部屋」 - Sukinhou no heya                                                       | 1º aprile 2008    | -        |
| 78  | Tabù, tre illusioni 「禁忌､三幻式」 - Kinki, Sangenshiki                                                              | 8 aprile 2008     | -        |
| 79  | Noah's Memory 「ノアズ メモリー」 - Noazu Memorī                                                                      | 15 aprile 2008    | -        |
| 80  | La trappola dei gemelli 「ツインズ･トラップ」 - Tsuinzu Torappu                                                       | 22 aprile 2008    | -        |
| 81  | Crisi da Debiti 「借金クライシス」 - Shakkin Kuraishisu                                                               | 29 aprile 2008    | -        |
| 82  | Bad Game 「バッドゲーム」 - Baddo Gēmu                                                                                | 6 maggio 2008     | -        |
| 83  | L'entrata di Jusdebi 「ジャスデビ、登場」 - Jasudebi, Tōjō                                                            | 13 maggio 2008    | -        |
| 84  | Crowely vermiglio 「ブラッディ·クロウリー」 - Buraddi Kurōrī                                                          | 20 maggio 2008    | -        |
| 85  | Rapsodia Oscura 「闇色ラプソディー」 - Yamiiro Rapusodī                                                               | 27 maggio 2008    | -        |
| 86  | Timido 「ヨワキ ヒト」 - Yowaki Hito                                                                                  | 3 giugno 2008     | -        |
| 87  | Punto Critico 「臨界者」 - Rinkaisha                                                                                  | 10 giugno 2008    | -        |
| 88  | Lavi 「ラビ」 - Rabi                                                                                                  | 17 giugno 2008    | -        |
| 89  | Voce d'Oscurità 「闇の声」 - Yami no Koe                                                                              | 24 giugno 2008    | -        |
| 90  | Black Carnival 「ブラックカーニバル」 - Burakku Kānibaru                                                              | 1º luglio 2008    | -        |
| 91  | Judgment 「ジャッジメント」 - Jajjimento                                                                              | 8 luglio 2008     | -        |
| 92  | Ombra del Musicista 「奏者の影」 - Sōsha no Kage                                                                      | 15 luglio 2008    | -        |
| 93  | Melodia 「旋律」 - Senritsu                                                                                           | 22 luglio 2008    | -        |
| 94  | Ritorno a casa 「帰郷」 - Kikyō                                                                                       | 29 luglio 2008    | -        |
| 95  | La pecora e il cane 「羊と犬」 - Hitsuji to Inu                                                                       | 5 agosto 2008     | -        |
| 96  | Magia le mani del Tempo ci Conducono Oltre 「だが進む刻の針」 - Daga Susumu Koku no Hari                              | 12 agosto 2008    | -        |
| 97  | Quartiergenerale sott'attacco 「本部襲撃」 - Honbu Shūgeki                                                            | 19 agosto 2008    | -        |
| 98  | Forza di un generale 「元帥の力」 - Gensui no Chikara                                                                 | 26 agosto 2008    | -        |
| 99  | Noah della Lussuria 「色のノア」 - Shiki no Noa                                                                       | 2 settembre 2008  | -        |
| 100 | Livello 4 「レベル4」 - Reberu 4                                                                                      | 9 settembre 2008  | -        |
| 101 | Al Dio che Odia 「だいきらいな かみさまへ」 - Daikirai na Kami-sama e                                                 | 16 settembre 2008 | -        |
| 102 | Modifichiamo le nostre promesse 「約束のコトバ」 - Yakusoku no Kotoba                                                 | 23 settembre 2008 | -        |
| 103 | Risuonando attraverso un infinito mattino 「長い朝に響く」 - Nagai Asa ni Hibiku                                      | 30 settembre 2008 | -        |

## DVD

### Giappone
| N° | Data             | Dischi | Episodi | Extra |
| -- | ---------------- | ------ | ------- | ----- |
| 1  | 7 febbraio 2007  | 1      | 1-4     | /     |
| 2  | 7 marzo 2007     | 1      | 5-8     | /     |
| 3  | 4 aprile 2007    | 1      | 9-12    | /     |
| 4  | 2 maggio 2007    | 1      | 13-16   | /     |
| 5  | 6 giugno 2007    | 1      | 17-20   | /     |
| 6  | 4 luglio 2007    | 1      | 21-24   | /     |
| 7  | 1º agosto 2007   | 1      | 25-28   | /     |
| 8  | 5 settembre 2007 | 1      | 29-32   | /     |
| 9  | 3 ottobre 2007   | 1      | 33-36   | /     |
| 10 | 7 novembre 2007  | 1      | 37-40   | /     |
| 11 | 5 dicembre 2007  | 1      | 41-44   | /     |
| 12 | 1º gennaio 2008  | 1      | 45-48   | /     |
| 13 | 6 febbraio 2008  | 1      | 49-51   | /     |

| N° | Data             | Dischi | Episodi | Extra |
| -- | ---------------- | ------ | ------- | ----- |
| 1  | 5 marzo 2008     | 1      | 52-55   | /     |
| 2  | 2 aprile 2008    | 1      | 56-59   | /     |
| 3  | 9 maggio 2008    | 1      | 60-63   | /     |
| 4  | 4 giugno 2008    | 1      | 64-67   | /     |
| 5  | 2 luglio 2008    | 1      | 68-71   | /     |
| 6  | 6 agosto 2008    | 1      | 72-75   | /     |
| 7  | 3 settembre 2008 | 1      | 76-79   | /     |
| 8  | 1º ottobre 2008  | 1      | 80-83   | /     |
| 9  | 5 novembre 2008  | 1      | 84-87   | /     |
| 10 | 3 dicembre 2008  | 1      | 88-91   | /     |
| 11 | 7 gennaio 2009   | 1      | 92-95   | /     |
| 12 | 4 febbraio 2009  | 1      | 96-99   | /     |
| 13 | 4 marzo 2009     | 1      | 100-103 | /     |

## Location
Le puntate 3, 4 e 5 dell'anime D.Gray-man, dal titolo "Il fantasma di Matera", "Aria del vecchio della terra e della notte del cielo" e "Fammi sentire una ninna-nanna" sono ambientate nella Matera dell'800.